# Scaphyglottis emarginata
Scaphyglottis emarginata là một loài thực vật có hoa trong họ Lan. Loài này được (Garay) Dressler mô tả khoa học đầu tiên năm 2004.